# Abram Manewitsch
Abram Anschelowitsch Manewitsch (russisch Абрам Аншелович Маневич, ukrainisch Абрам Аншелович Маневич Abram Anschelowytsch Manewytsch, belarussisch Абрам Аншэлавіч Маневіч Abram Anschelawitsch Manewitsch; * 13. Januarjul. / 25. Januar 1881greg. in Mszislau, Gouvernement Mogiljow, Russisches Kaiserreich; † 30. Juni 1942 in New York, Vereinigte Staaten) war ein belarussisch-ukrainisch-amerikanischer Maler.

## Leben

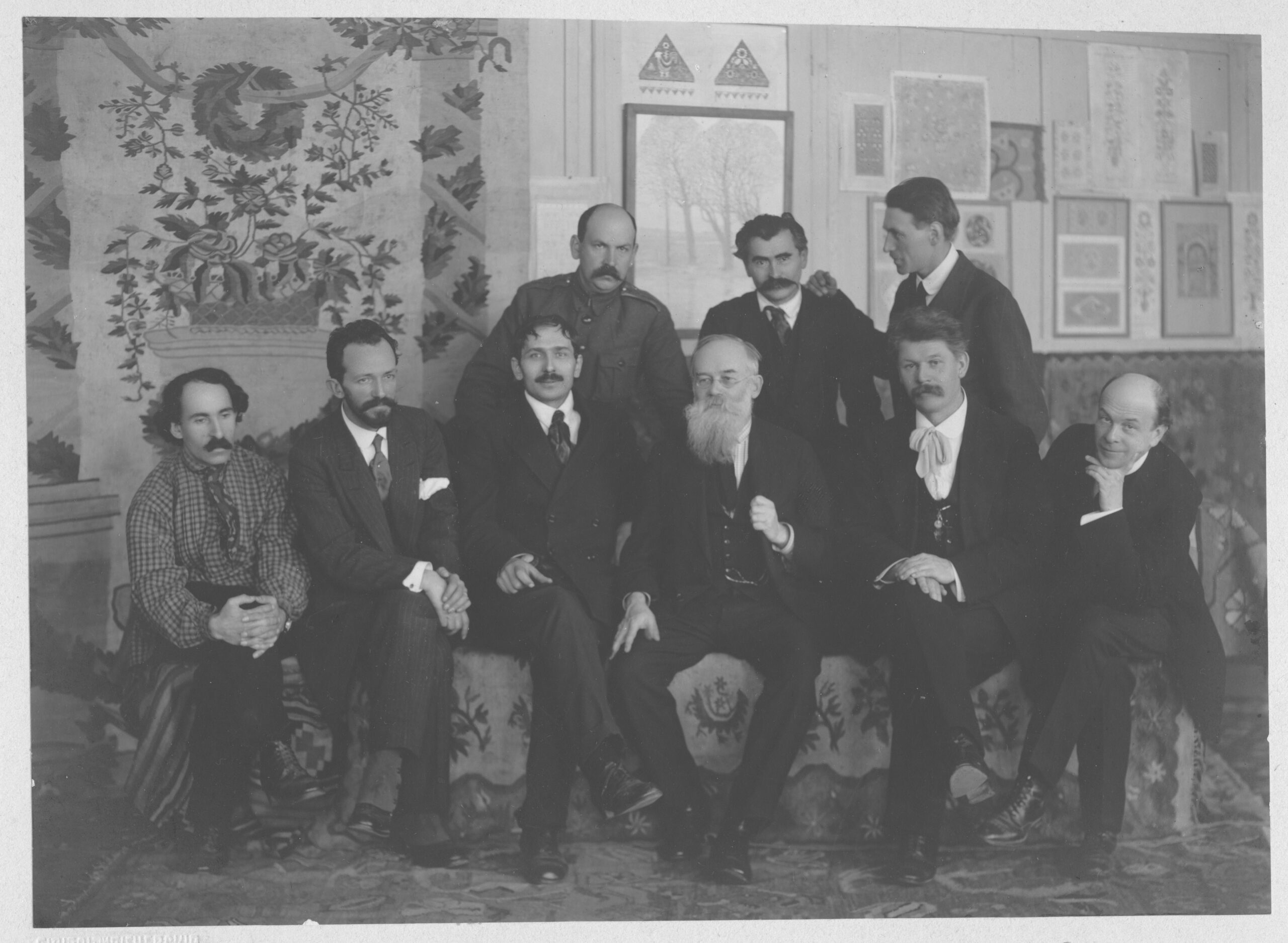
Gründer der Ukrainischen Staatlichen Akademie der Künste, 1917: Sitzend: Abram Manewitsch, Oleksandr Muraschko, Fedir Krytschewskyj, Mychajlo Hruschewskyj, Iwan Steschenko, Mykola Buratschek. Stehend: Heorhij Narbut, Wassyl Krytschewskyj, Mychajlo Bojtschuk.

Im Alter von 20 Jahren verließ Manewitsch seinen Geburtsort im heutigen Belarus und studierte von 1901 bis 1905 an der Kiewer Kunstschule. Im Anschluss setzte er sein Studium in München fort, wo er 1907 seine erste Einzelausstellung hatte. Im selben Jahr zog er wieder nach Kiew, wo er sich auf post-impressionistische Landschaften spezialisierte. Zwischen 1916 und 1917 lebte er in Moskau, wo er sein Repertoire um das Malen von Stadtansichten erweiterte. Nach der Oktoberrevolution kehrte nach Kiew zurück und wurde dort einer der Gründungsprofessoren der ukrainischen Staatlichen Akademie der Künste, an der er Landschaftsmalerei lehrte. 1921 emigrierte er in die USA, wo er sich 1922 in New York niederließ und 1942 starb. 1972 spendete seine Tochter dem Nationalen Kunstmuseum der Ukraine eine umfangreiche Sammlung seiner Arbeiten, weitere befinden sich in großen Museen und privaten Sammlungen in der Ukraine, den USA, Kanada, Frankreich, Israel und Russland.

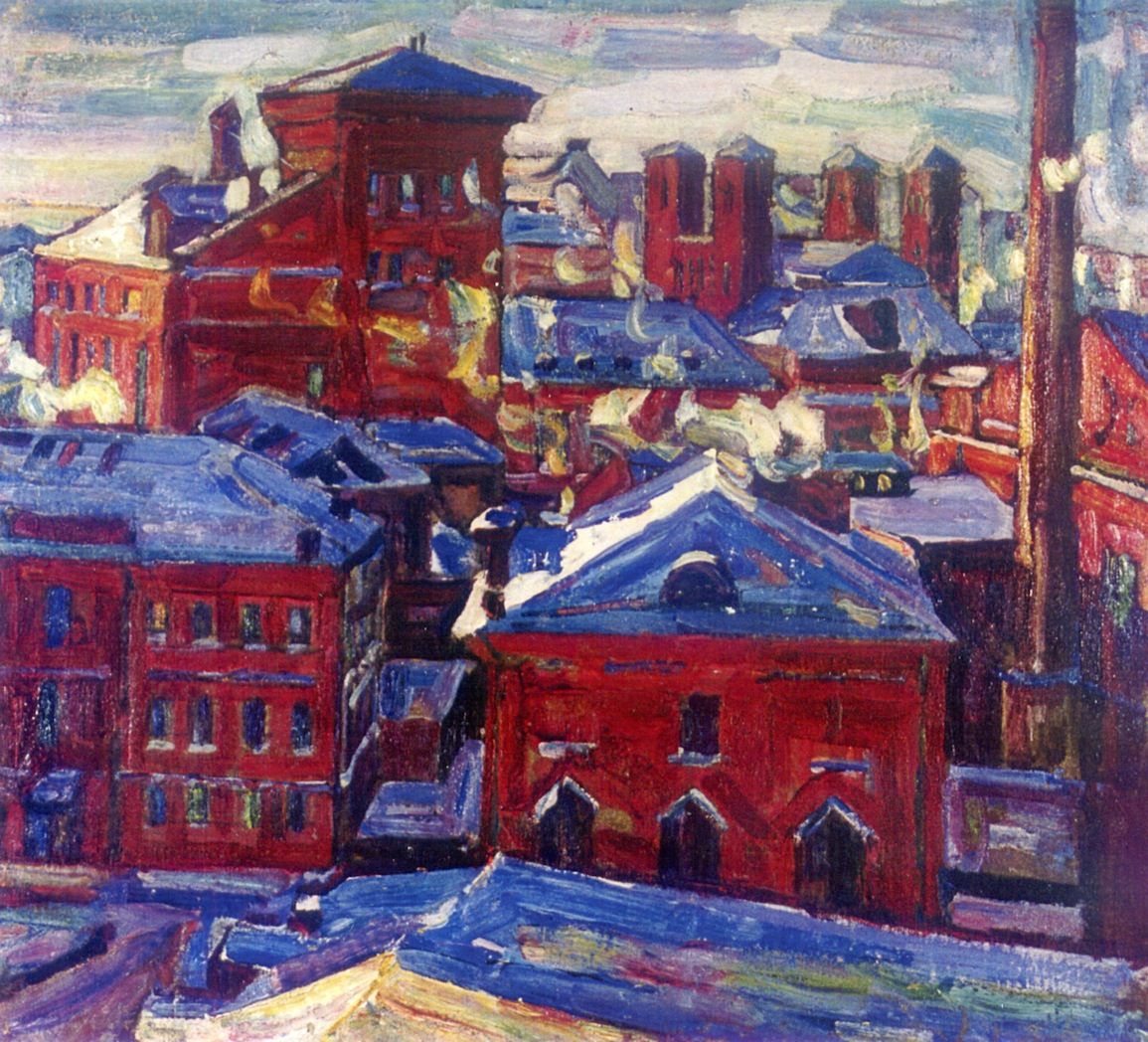
Moskau, Blick in Richtung Fabrik, 1916
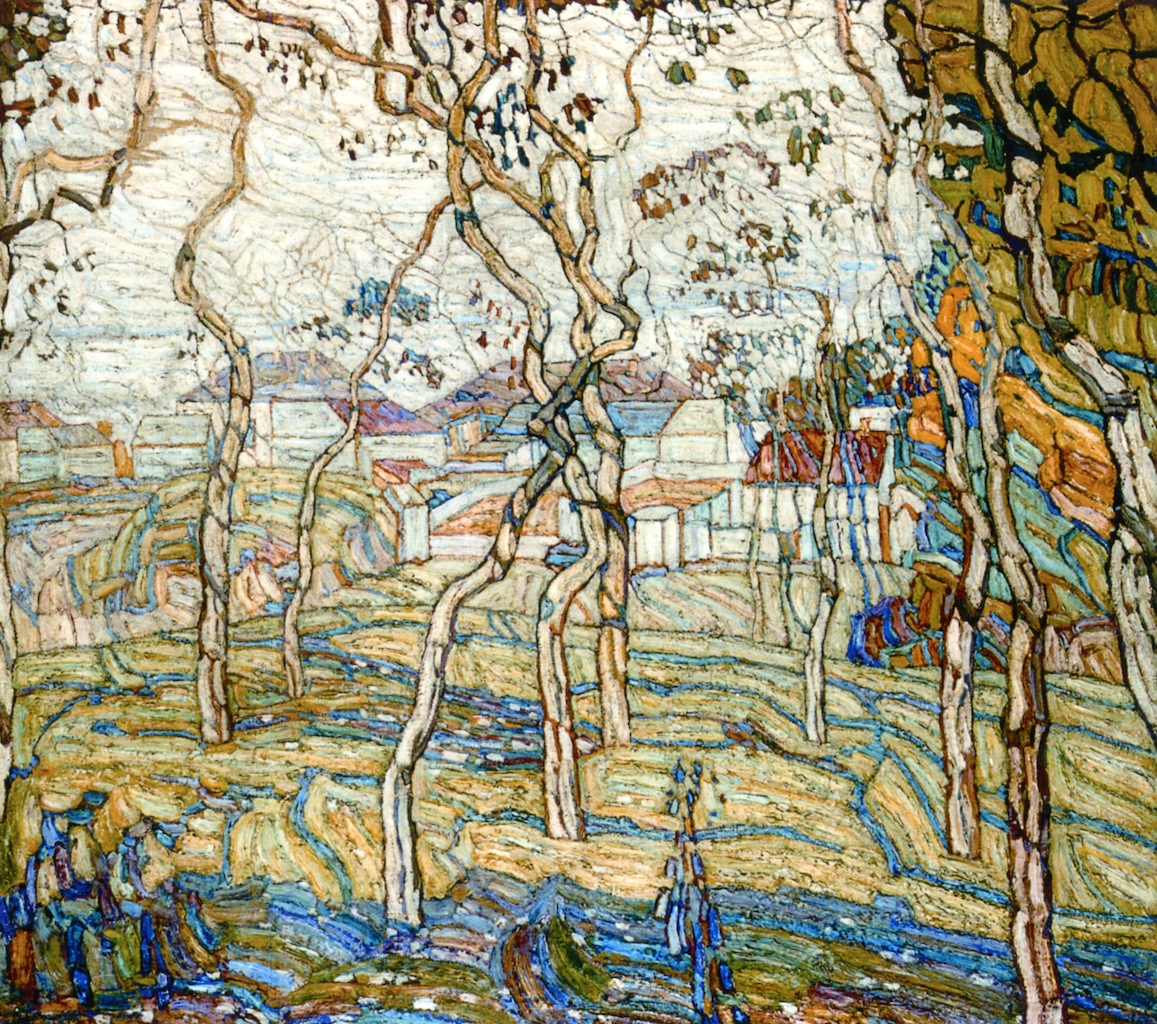
Frühling in Kureniwka, 1914
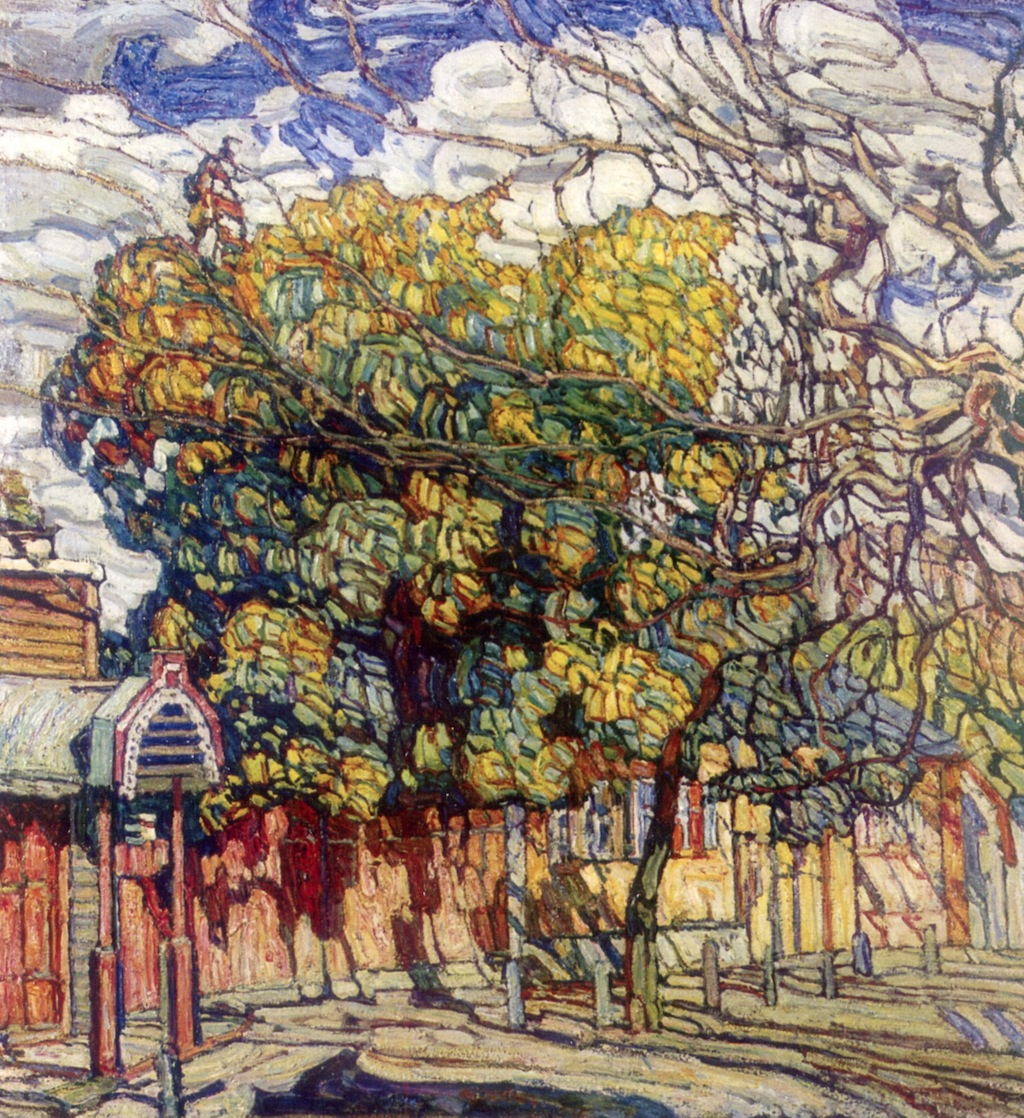
Herbst, 1914
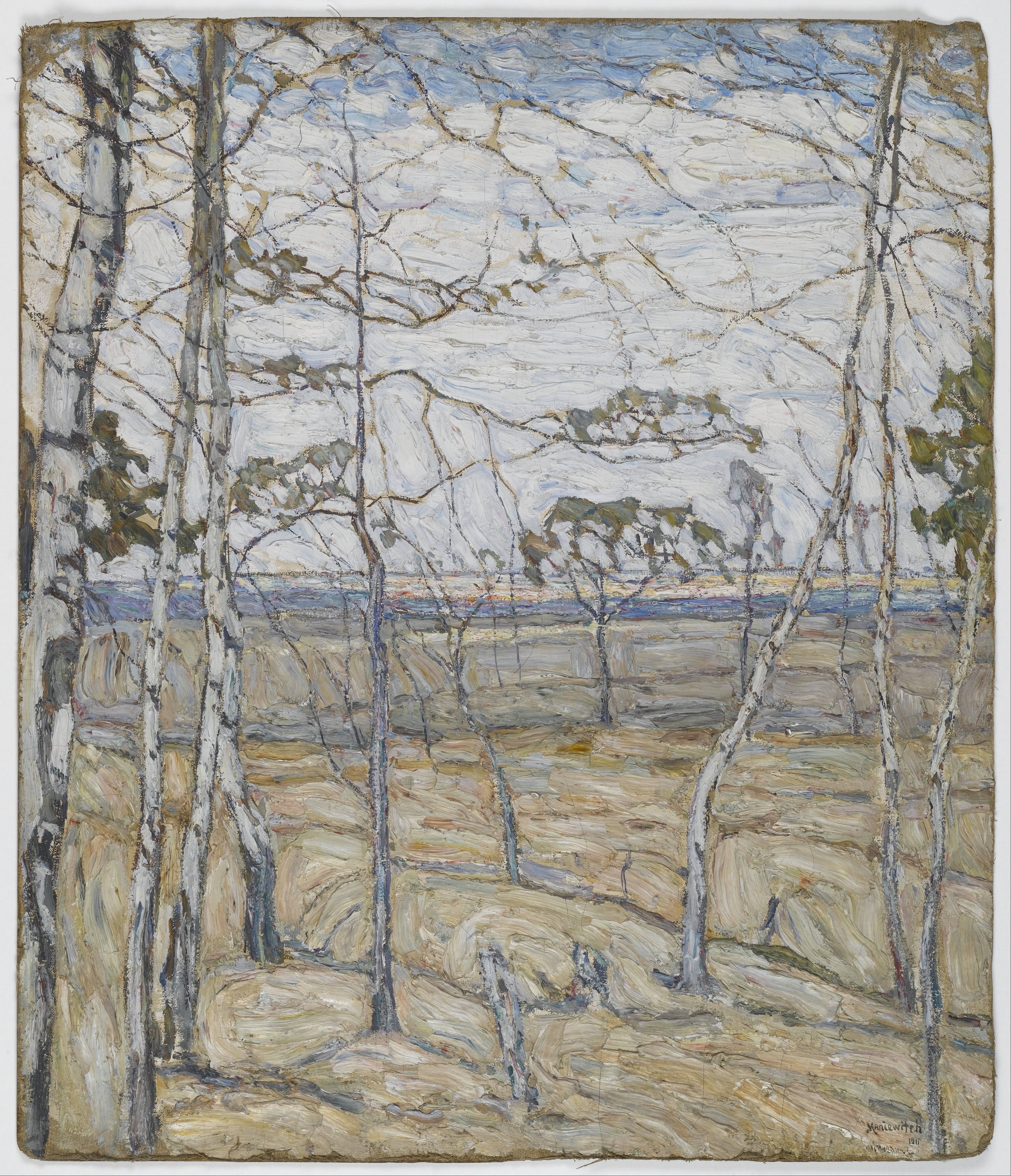
Birken, 1911
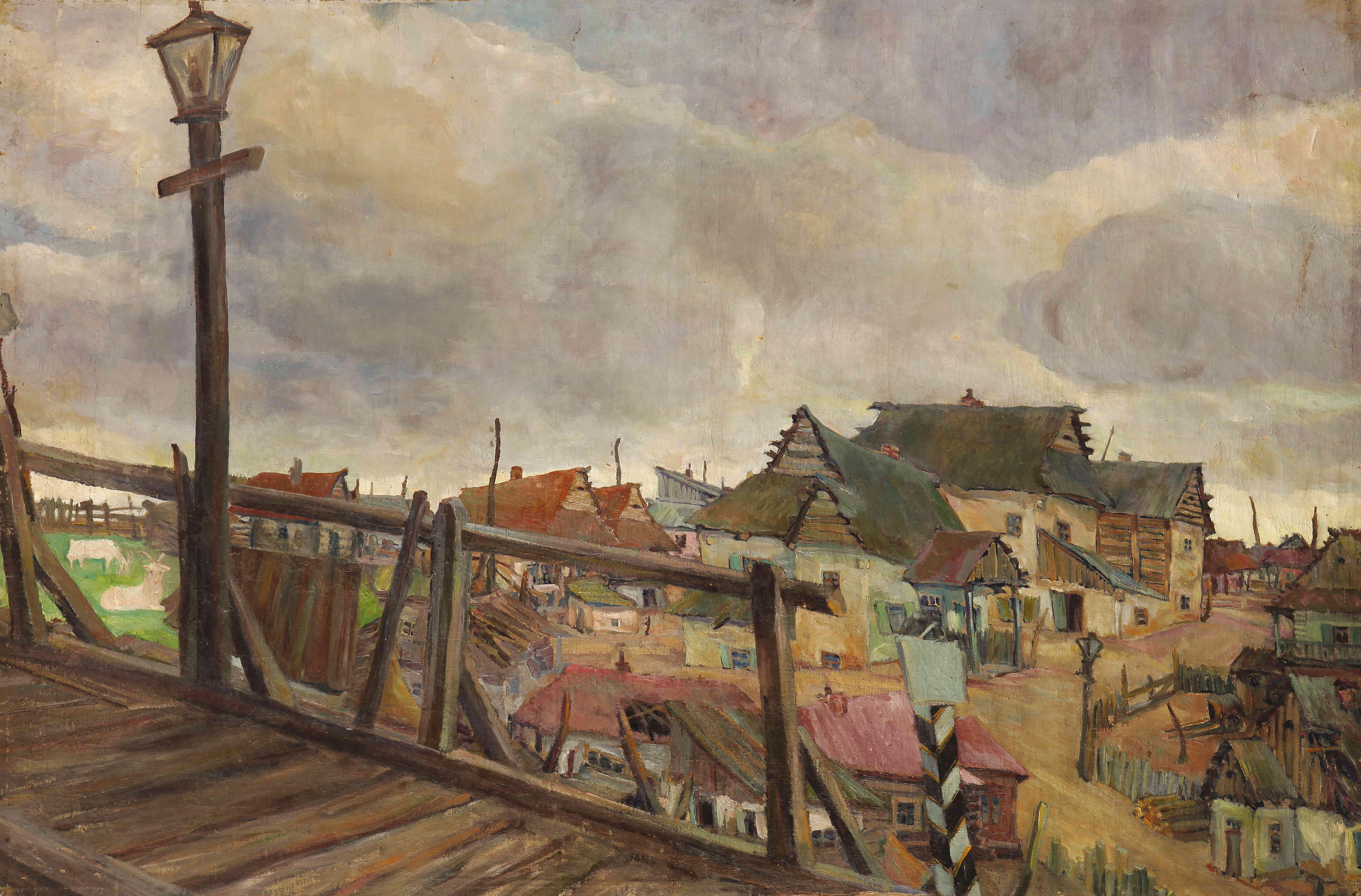
Alt-Wizebsk, 1920
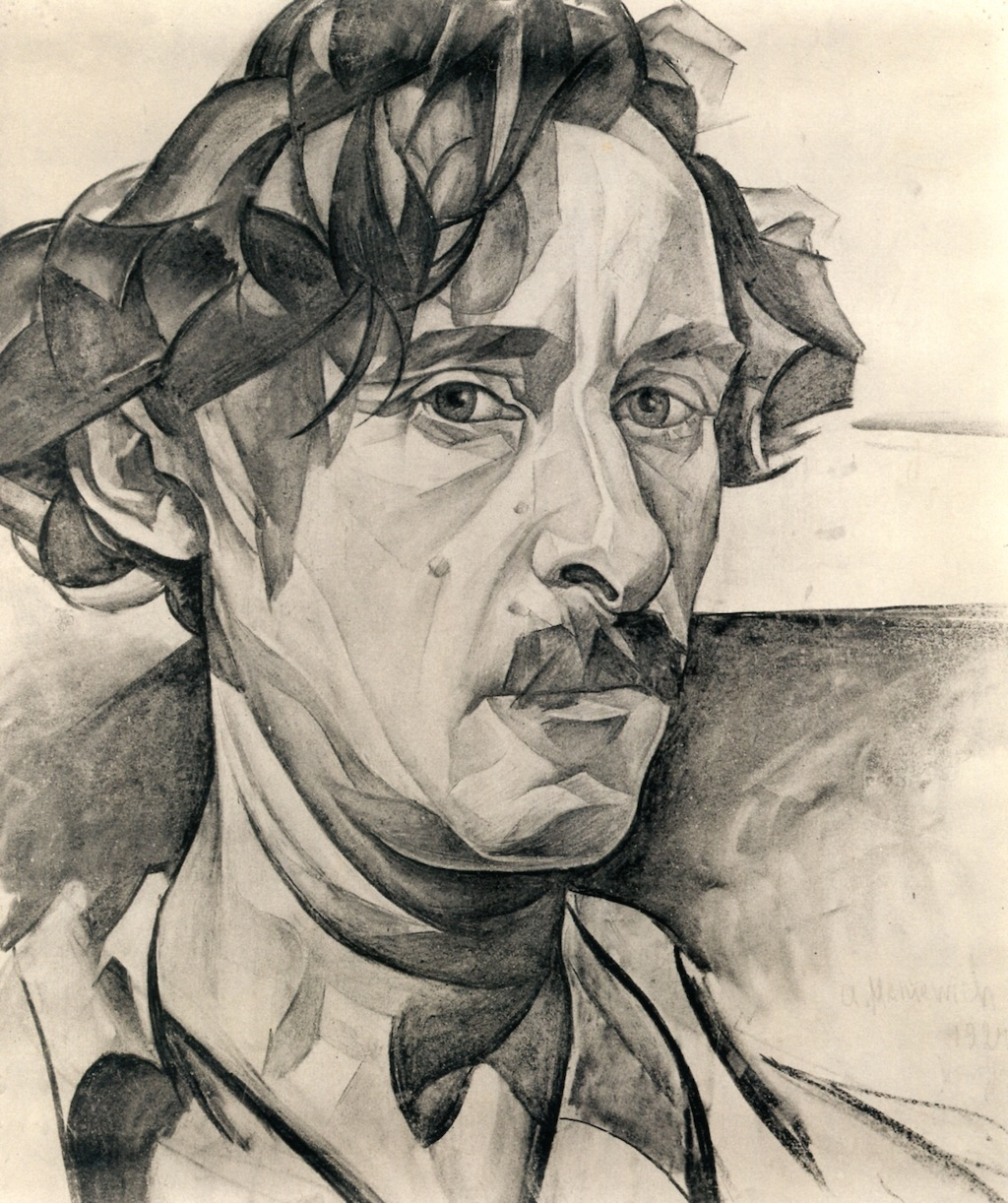
Selbstporträt, 1924
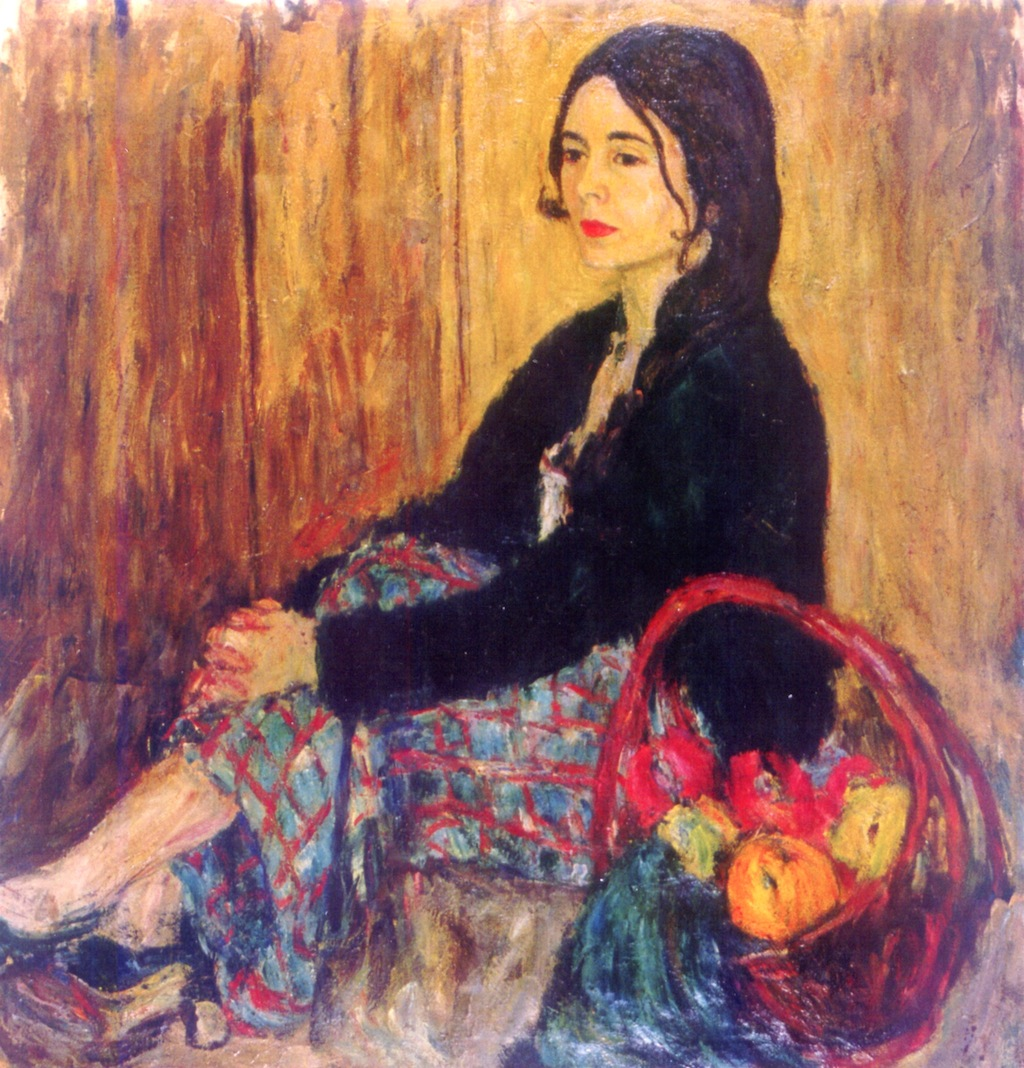
Porträt von Lucy, 1934/35